# All Stars (serie televisiva)
All Stars è una serie televisiva italiana del 2010, diretta da Massimo Martelli.

## Trama
Le vicissitudini di un variegato gruppo di amici e delle loro compagne. All Stars è il nome della squadra di pallone amatoriale dei ragazzi capitanati da Diego Melli e sponsorizzata dalla Biagetti Calcestruzzi di proprietà del presidente Filiberto. Tuttavia il calcio è solo il pretesto per raccontare le storie divertenti, ma comunque profonde di questo gruppo di persone.

## Episodi
| Stagione       | Episodi          | Prima TV |
| -------------- | ---------------- | -------- |
| Prima stagione | 20 (trasmessi 8) | 2010     |

## Produzione
Tratta dall'omonima serie olandese, la serie è ideata da Fatma Ruffini, prodotta da Maurizio Totti per la Colorado Film). La fotografia è di Roberto Cimatti, la scenografia di Paolo Sansoni e le musiche di Andrea Guerra.
Pur avendo una durata da sitcom (ogni puntata è di circa 23-24 minuti), lo stile narrativo è più vicino al mondo delle serie televisive.
Le riprese sono avvenute nel paese di Buccinasco, nella zona sud-ovest di Milano, sul campo di calcio "Gaetano Scirea", dove si allenava la squadra del paese.
Nella serie compare il figlio di Diego Abatantuono, Matteo, allora quindicenne.

## Distribuzione
Le prime due puntate di All Stars sono state trasmesse in prima serata martedì 21 settembre 2010 su Italia 1. La programmazione della serie è stata sospesa dopo il 7º episodio a causa del basso indice d'ascolti.